# Yıldız Holding
Yıldız Holding er en tyrkisk fødevarekoncern med hovedkvarter i Istanbul. De har 56.000 ansatte og 80 fabrikker (25 udenfor Tyrkiet).
Yıldız Holding har over 320 brands, der sælges i over 130 lande. Yıldız Holding producerer mange forskellige slags fødevarer, men også non-food artikler.
Sabri og Asim Ülker etablerede virksomheden i 1944.